# Phare de Drum Point
Le phare de Drum Point (en anglais : Drum Point Light), était un phare offshore de type screw-pile lighthouse situé à Solomons Island dans l'embouchure de la rivière Patuxent en baie de Chesapeake dans le comté de Calvert, dans le Maryland. Il est maintenant exposé au Calvert Marine Museum.
Il est inscrit au Registre national des lieux historiques depuis le 11 avril 1973 sous le n° 73000910.

## Historique
Dans les années 1850, des fonds ont été affectés et certaines enquêtes initiales effectuées, mais des différends entre l'État du Maryland et le gouvernement fédéral sur la propriété à utiliser finirent par faire échouer ces efforts. Si ce projet avait été mené à bien, il aurait été l'un des premiers exemples de phare sur pilotis dans la baie, le phare de Pungoteague Creek n'ayant été terminé que deux ans plus tôt. Malgré les demandes ultérieures des exploitants de navires à vapeur, ce n’est qu’en 1882 qu’un crédit de 25.000 $ a été ouvert et l’année suivante, un terrain offshore a été obtenu. Le projet initial consistait à construire une paire de feux d'alignement, pour des raisons qui restent obscures. Les fonds n'étaient pas suffisants pour un tel projet et son exécution n'a jamais été sérieusement envisagée. Au lieu de cela, une maison-phare sur pilotis a été préfabriquée et a été érigée en environ un mois, puis mis en service en août de cette même année.
Ce phare était nécessaire à cause de hauts-fonds considérables présents sur cette zone. Cela a progressivement déplacé le littoral au point où la lumière, qui se dressait à l’origine dans l’eau, fut entièrement sur la terre ferme en 1970. Au tournant du siècle, un petit pont a été construit entre la lumière et la côte, permettant à la famille du gardien d'y vivre. Contrairement à beaucoup de ces phares, celui-ci a échappé aux dégâts de la glace. La tempête de 1933 a cependant inondé la maison et coulé le tender.
À l'origine, un feu rouge fixe était allumé, avec l'ajout de secteurs sombres à partir de 1889. En 1911, il a été remplacé par un feu blanc fixe à secteurs rouges. La lumière a été convertie en électricité en 1944 et automatisée en 1960. La lumière a été interrompue en 1962, remplacée dans un premier temps par une bouée lumineuse, puis par une lumière offshore fixe. Contrairement à d'autres conversions, la maison n'a pas été démolie, mais simplement abandonnée. La Calvert County Historical Society a tenté d’acquérir le feu dès 1966, mais elle n’en a pris possession qu’en 1974, et le gouvernement fédéral a conservé le terrain sur lequel il reposait. Toutefois, grâce à une subvention et à l’aide fournie à temps par la société BF Diamond Construction (qui construisait un pont sur le Patuxent à proximité), le phare a été  transporté jusqu’à son emplacement actuel. La restauration a été facilitée par de nombreuses subventions et par le don de nombreux meubles d’époque. La lumière a été reconvertie en exposition en juin 1978. Heureusement, les carnets de route complets de 1883 à 1943 ont également survécu, offrant ainsi un excellent aperçu de la vie d’un gardien de phare.

Identifiant : ARLHS : USA-235H ; USCG; ex-Admiralty .

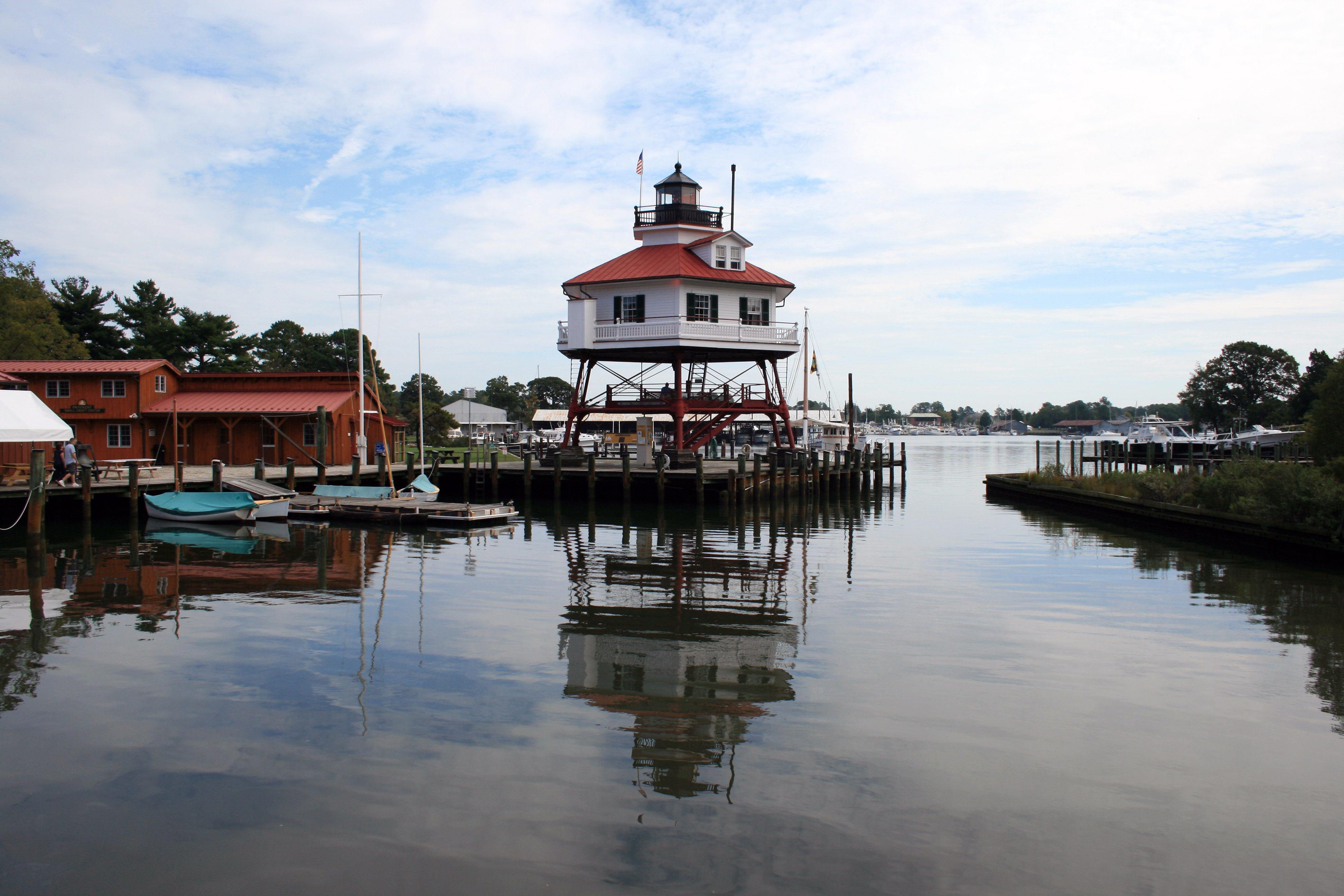
Le phare
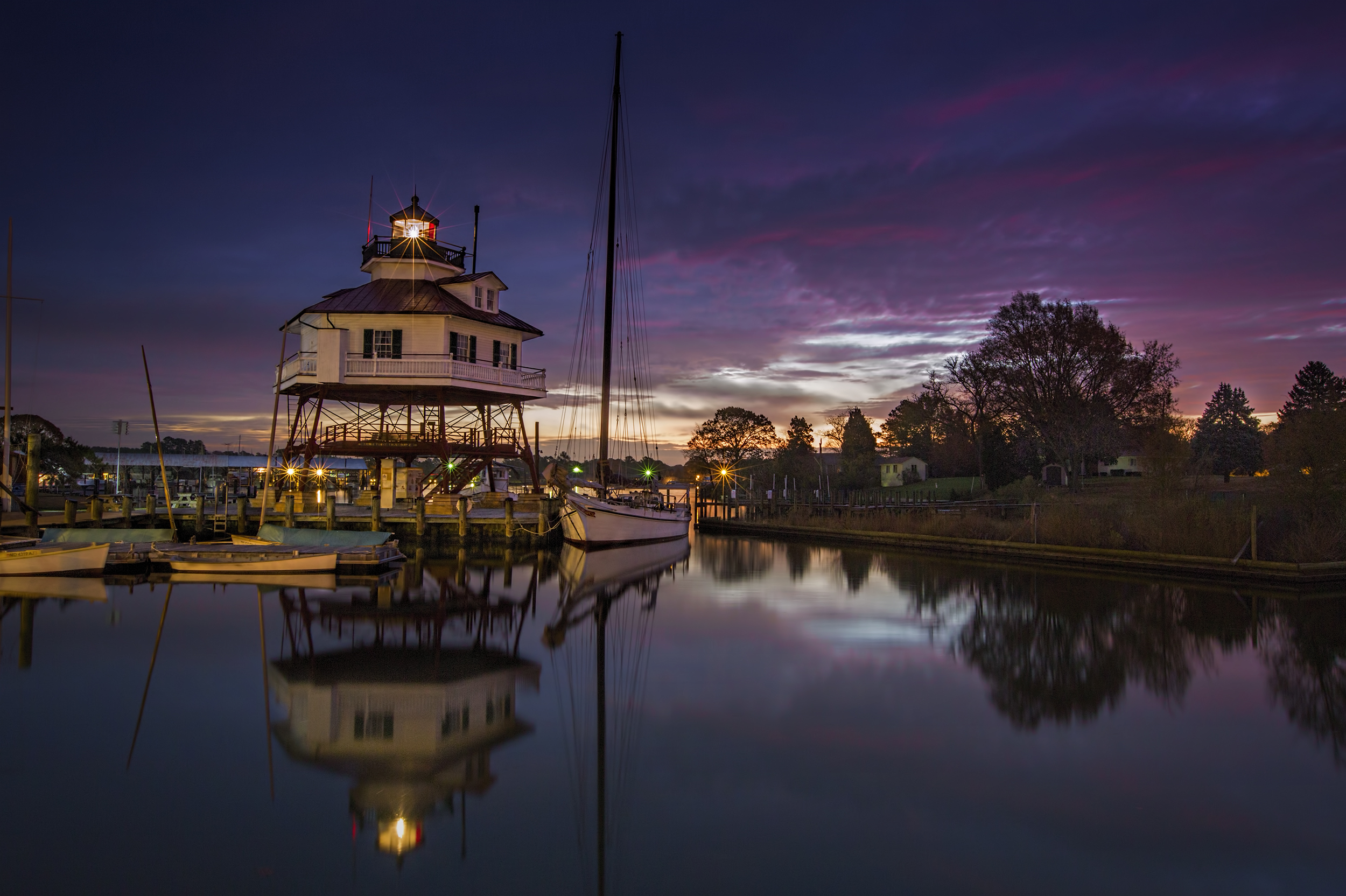
Le phare (nuit)

### Lien connexe
- Liste des phares du Maryland